# باشگاه فوتبال بایرن مونیخ ۲
باشگاه فوتبال بایرن مونیخ ۲ (که با نام باشگاه آماتورهای بایرن از آغاز تأسیس تا سال ۲۰۰۵ شناخته می‌شد) نام تیم دوم باشگاه فوتبال بایرن مونیخ می‌باشد که در لیگ دسته سوم آلمان حضور دارد. در آلمان بالاترین درجه برای تیم‌های رزرو (تیم‌های دوم باشگاه‌های اصلی) لیگ دسته سوم است بنابراین باشگاه بایرن ۲ نمی‌تواند در لیگ دسته دوم آلمان یا بوندس‌لیگا بازی کند. آن‌ها از سال ۱۹۹۴ (آغاز تأسیس لیگ دسته چهارم) تا سال ۲۰۰۸ در این لیگ مسابقه می‌دادند و در سال ۲۰۰۴ موفق به قهرمانی در این لیگ شدند. بایرن مونیخ ۲ در فصل ۲۰۲۰–۲۰۱۹ در لیگ دسته سوم آلمان قهرمان شد اما به دسته بالاتر صعود نکرد.

## بررسی اجمالی
در کل، بایرن ۲ به عنوان آخرین ایستگاه بازیکنان جوان بین ۱۸ تا ۲۳ سال بایرنی در نقش یک بازیکن آماتور است که پس از تشخیص مربیان، بازیکنان کارآزموده به تیم اول انتقال پیدا می‌کنند.
بایرن ۲ چندین بار در جام حذفی فوتبال آلمان حضور یافته‌است. این تیم حتی یکبار در سال ۱۹۷۷ به تیم اصلی بایرن مونیخ برخورد کرد و با نتیجه ۳–۵ شکست خورد. آخرین حضور آن‌ها در جام حذفی در فصل ۲۰۰۴–۲۰۰۵ بود که تا مرحلهٔ یک‌چهارم نهایی صعود کردند. از سال ۲۰۰۸ به بعد، این تصمیم گرفته شد که تیم‌های دوم یک باشگاه مثل بایرن ۲ دیگر در این جام حضور پیدا نکنند. بایرن ۲ تا به حال دو بار تا فینال جام حذفی آلمان رسیده که اولین حضور آن‌ها در برابر همبورگ بود که با نتیجه ۲–۰ به سود همبورگ به پایان رسید و دومین حضورشان نیز در برابر دویسبورگ با نتیجه ۴–۱ به پایان رسید و بدین ترتیب دو مقام نایب‌قهرمانی در جام حذفی آلمان به دست آوردند.

## تاریخچه
اولین حضور این تیم در لیگ دسته یک ایالت باواریا در سال ۱۹۵۶ صورت گرفت. در آن فصل بایرن دومین آماتورلیگای بایرن را برد و به مرحله بعد بالارفتن از لیگ خود صعور کرد. پس از اتمام فصل اول در این لیگ، تیم در انتهای فصل دو امتیاز از رقیب محلی خود، باشگاه فوتبال واکر مونیخ کم آورد و دوم شد. افصل بعد نیز در رقابت با تیم مونیخ ۱۸۶۰ دو ناموفق بود و دوباره به مقام دومی رسید. در سال ۱۹۶۳ که سیستم فوتبال آلمان به‌طور کلی تغییر کرد هر دو تیم در صعود به آماتورلیگا بایرن ناکام ماندند.

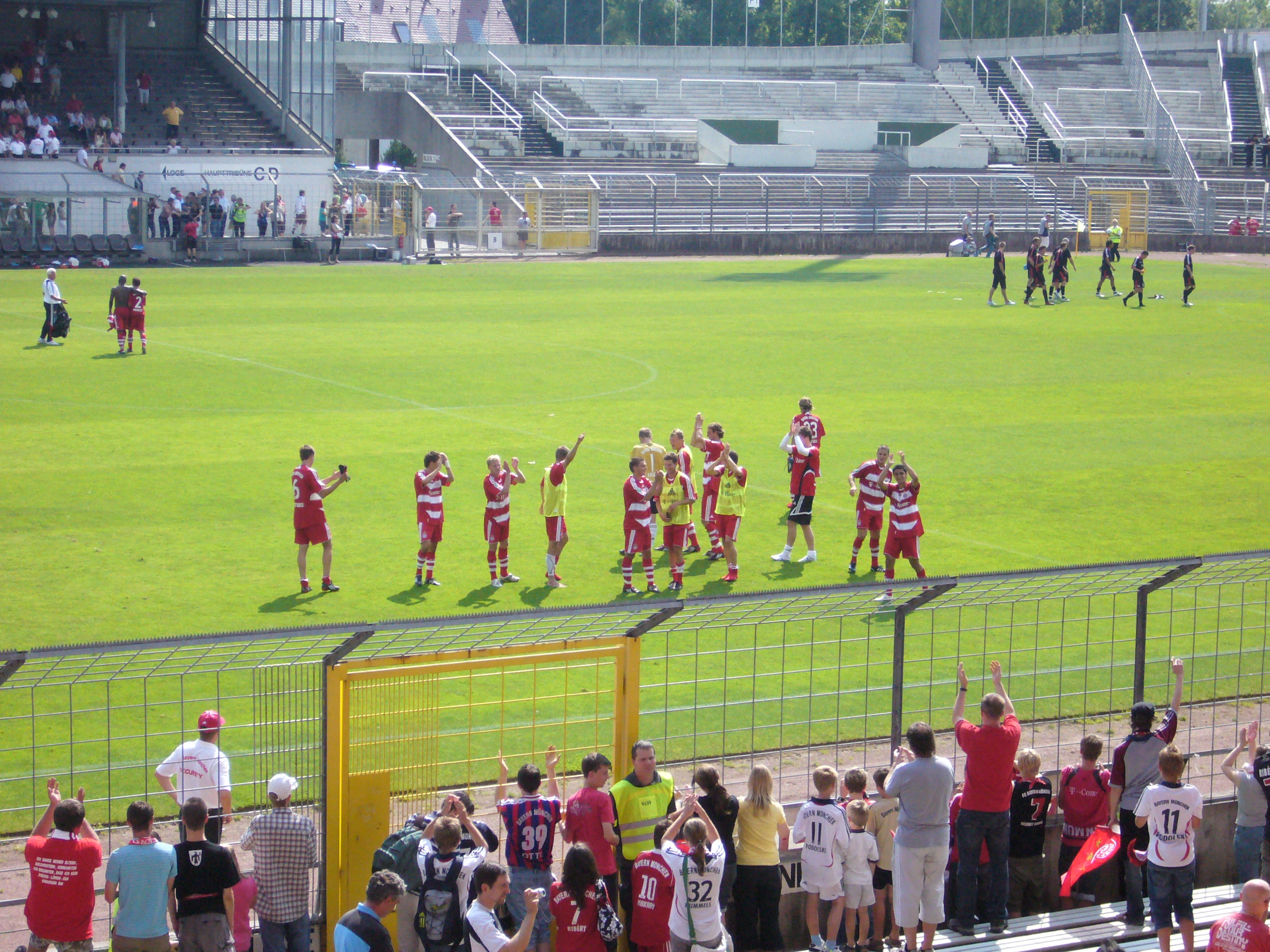
بایرن ۲ در حال خوشحالی پس از یک پیروزی در گرون‌والدر استادیون در سال ۲۰۰۸.

چهار سال طول کشید تا بایرن به وضع قبلی خود برگردد تا اینکه در فصل ۱۹۶۶–۱۹۶۷ رتبهٔ اول لیگ را کسب کرد و به بایرن‌لیگا بازگشت. بایرن در اولین فصل حضور در این لیگ به خوبی عمل کرد و مقام چهارم را از آن خود کرد ولی با تنزلی دوباره در سال ۱۹۷۱، به لیگ دسته پایین‌تر سقوط کرد. این‌بار دو فصل طول کشید تا آن‌ها به دسته سوم راه پیدا کنند و در سال ۱۹۷۳ فاتح لیگ دسته چهارم آلمان شوند.
تا ۲۱ فصل بعد، بایرن همواره در بایرن‌لیگا پشت سر هم شرکت کرد. اگرچه در هیچ‌یک از این بیست و یک فصل نتوانست به مرحلهٔ بالاتر که فوتبال حرفه‌ای بود صعور کند.
در این مدت زمان، بایرن تنها در سال ۱۹۸۲ بد ظاهر شد و در دیگر فصل‌ها درخشید. بایرن حتی سه بار در سال‌های ۱۹۸۳، ۱۹۸۴ و ۱۹۸۷ به مقام دومی لیگ رسید.
در سال ۱۹۹۴ با معرفی لیگ دسته سه جدید رجیونالیگا، بایرن به راحتی از این دسته صعور کرد و برای چندین سال در این لیگ حضور داشت تا اینکه در سال ۲۰۰۸ لیگا ۳ به وجود آمد. پس از گذراندن چند فصل در قسمت‌های پایینی و میانی جدول لیگا ۳، بایرن پس از بیشتر از سی سال قهرمان لیگ شد و این درحالی بود که نمی‌توانست به دلیل حضور بایرن مونیخ در بوندس‌لیگا، در بوندس‌لیگا ۲ حضور پیدا کند. در سال ۲۰۰۵، تمامی تیم‌های دوم بوندس‌لیگا ۱ و ۲ نام تیم‌های رزروشان را تغییر دادند و نام بایرن آماتور به بایرن مونیخ ۲ تغییر داده شد.
در سال ۲۰۰۸، بایرن ۲ در حالی که نیاز داشت بین ده تیم اول لیگ قرار گیرد، در ردهٔ هشتم کارش را به اتمام رساند و پس از حضور سه فصل در لیگا ۳، در سال ۲۰۱۰–۲۰۱۱ به لیگ دسته پایین‌تر سقوط کرد. این برای اولین بار تا قبل از سال ۱۹۷۳ بود که تیم در لیگ دسته سوم بازی نمی‌کرد و این به معنای پایان دوره جرالد هرماند به عنوان مربی تیم بود.
پس از دوم شدن در رجیونالیگای بایرن در سال ۲۰۱۲–۲۰۱۳، تیم توانست قهرمان لیگ شود و این قهرمانی بدین معنا بود که بایرن ۲ دوباره می‌تواند در لیگا ۳ بازی کند و برای صعود باید قهرمان یکی از رجیونالیگاهای مناطق دیگر را در دو مسابقه رفت و برگشت می‌بُرد. پس از بازی در مرحله پلی‌آف مقابل فورتونا کلن (قهرمان رجیونالیگا غرب)، بایرن ۲ نتوانست یکی از سه تیم راه یافته به لیگا ۳ باشد.

## ورزشگاه
بایرن ۲ در ورزشگاه گرون‌والدر بازی می‌کند که تا قبل از شروع به‌کار ورزشگاه المپیک مونیخ در سال ۱۹۷۲، ورزشگاه تیم اول بوده‌است. در طول فصل ۲۰۱۲–۲۰۱۳ بایرن ۲ مجبور بود به ورزشگاه اسپورت‌پارک هایمستتن (ورزشگاه تیم اس‌وی هایمستتن) نقل مکان کند زیرا ورزشگاه اصلی‌شان در حال نوسازی بود.

## کادر فنی
| مربیان              | مربیان           |
| ------------------- | ---------------- |
| تیم والتر           | سر مربی          |
| راینر اولرایش       | دستیار مربی      |
| توبیاس شواین‌اشتایگر | دستیار مربی      |
| والتر جونقانس       | مربی دروازه‌بان   |
| پاسکال ووندرلیخ     | مربی دو و میدانی |
| عملکرد تیم          |                  |
| کارستن کرامر        | فیزیوتراپیست(ها) |
| موریتز رِنکِر         | فیزیوتراپیست(ها) |
| لابرُس ونجلیس        | فیزیوتراپیست(ها) |
| هاینز تخته          | تیم سازمانده     |

## مربیان اخیر
مربیان چند سال گدشته این باشگاه عبارت‌اند از:

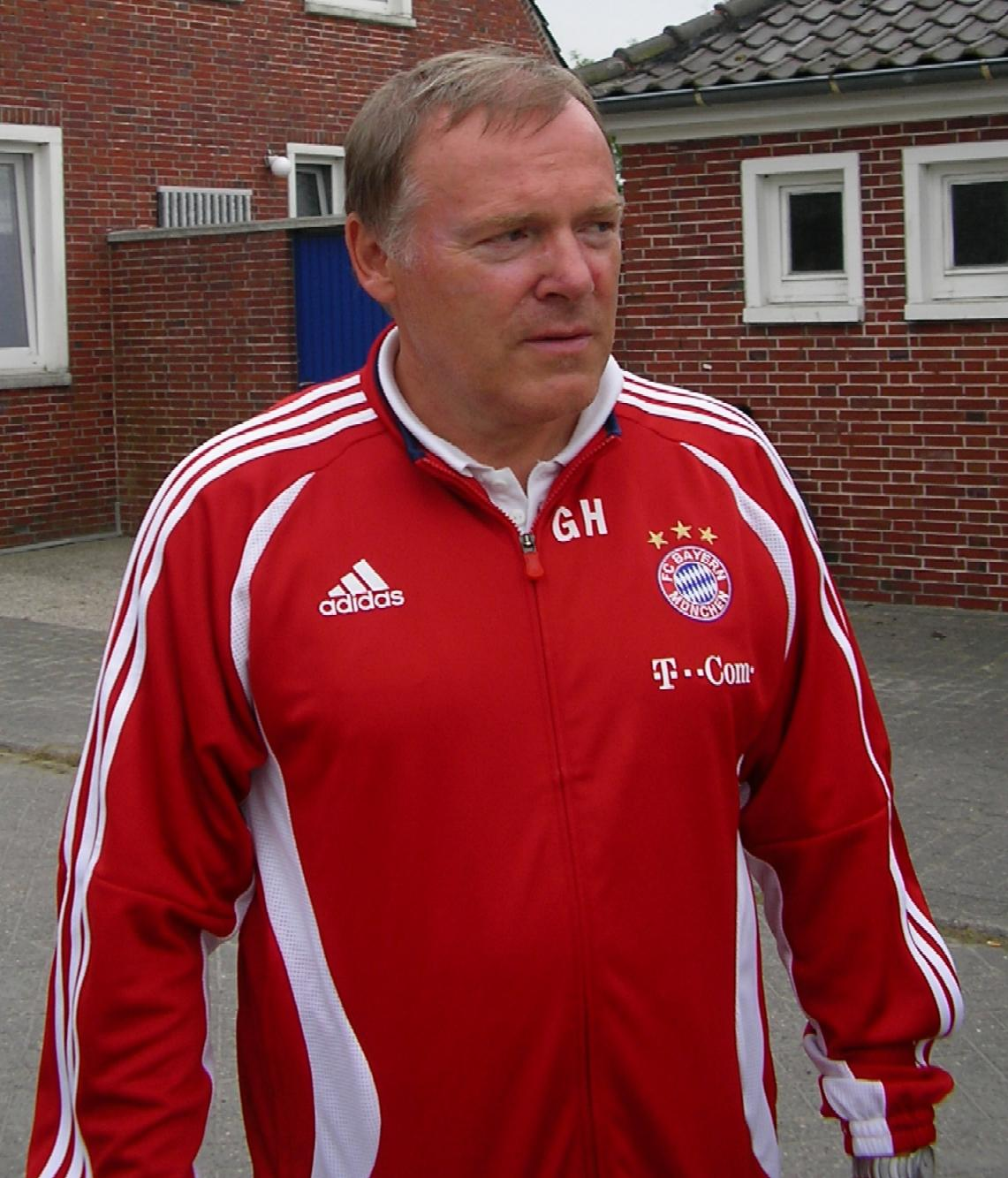
هرمان جرلاند تا به حال سه‌بار به عنوان مربی تیم بایرن مونیخ ۲ برگزیده شده‌است و از این لحاظ رکورددار می‌باشد.

- ورنر کرن (۱۹۷۰–۱۹۷۷)
- هانس یوآخیم گریبن
- فریتس بیشاف (؟ -۱۹۸۸)
- هانس دیتر اشمیت (۱۹۸۸–۱۹۹۰)
- هرمان جرلاند (۱۹۹۰–۱۹۹۵)
- راینر اولرایش (۱۹۹۵–۱۹۹۸)
- اودو باسه‌میر (۱۹۹۸–۲۰۰۱)
- هرمان جرلاند (۲۰۰۱–۲۰۰۹)
- مهمت شول (۲۰۰۹–۲۰۱۰)
- هرمان جرلاند (۲۰۱۰–۲۰۱۱)
- راینر اولرایش (۱۰ آوریل ۲۰۱۱–۳۰ ژوئن ۲۰۱۱)
- آندری ژانکر (۲۰۱۱–۲۰۱۲)
- مهمت شول (۲۰۱۲–۲۰۱۳)
- اریک تِن‌هَگ (۲۰۱۳–۲۰۱۵)
- هیکو ووگل (۲۰۱۵-مارس ۲۰۱۷)
- دنی شوآرتز (مارس ۲۰۱۷–۲۰۱۷)
- تیم والتر (۲۰۱۷-)

## رکوردها
علمکرد اخیر بایرن ۲ در سال‌های اخیر:
| فصل     | لیگ              | دسته | جایگاه | جام حذفی       |
| ۱۹۹۴–۹۵ | رجیونالیگا ساد   | ۳    | ۷      | یک چهارم نهایی |
| ۱۹۹۵–۹۶ | رجیونالیگا ساد   | ۳    | ۱۳     | دور اول        |
| ۱۹۹۷–۹۷ | رجیونالیگا ساد   | ۳    | ۸      | صعود نکردند    |
| ۱۹۹۷–۹۸ | رجیونالیگا ساد   | ۳    | ۶      | صعود نکردند    |
| ۱۹۹۸–۹۹ | رجیونالیگا ساد   | ۳    | ۸      | صعود نکردند    |
| ۱۹۹۹–۰۰ | رجیونالیگا ساد   | ۳    | ۵      | صعود نکردند    |
| ۲۰۰۰–۰۱ | رجیونالیگا ساد   | ۳    | ۹      | صعود نکردند    |
| ۲۰۰۱–۰۲ | رجیونالیگا ساد   | ۳    | ۱۰     | صعود نکردند    |
| ۲۰۰۲–۰۳ | رجیونالیگا ساد   | ۳    | ۴      | دور اول        |
| ۲۰۰۳–۰۴ | رجیونالیگا ساد   | ۳    | ۱      | صعود نکردند    |
| ۲۰۰۴–۰۵ | رجیونالیگا ساد   | ۳    | ۶      | یک چهارم نهایی |
| ۲۰۰۵–۰۶ | رجیونالیگا ساد   | ۳    | ۱۱     | صعود نکردند    |
| ۲۰۰۶–۰۷ | رجیونالیگا ساد   | ۳    | ۸      | صعود نکردند    |
| ۲۰۰۷–۰۸ | رجیونالیگا ساد   | ۳    | ۸      | صعود نکردند    |
| ۲۰۰۸–۰۹ | لیگا ۳           | ۳    | ۵      | —              |
| ۲۰۰۹–۱۰ | لیگا ۳           | ۳    | ۸      | —              |
| ۲۰۱۰–۱۱ | لیگا ۳           | ۳    | ۲۰ ↓   | —              |
| ۲۰۱۱–۱۲ | رجیونالیگا ساد   | ۴    | ۱۴     | —              |
| ۲۰۱۲–۱۳ | رجیونالیگا بایرن | ۴    | ۲      | —              |
| ۲۰۱۳–۱۴ | رجیونالیگا بایرن | ۴    | ۱      | —              |
| ۲۰۱۴–۱۵ | رجیونالیگا بایرن | ۴    | ۲      | —              |
| ۲۰۱۵–۱۶ | رجیونالیگا بایرن | ۴    | ۶      | —              |
| ۲۰۱۶–۱۷ | رجیونالیگا بایرن | ۴    | ۲      | —              |
| ۲۰۱۷–۱۸ | رجیونالیگا بایرن | ۴    | ۲      | —              |
| ۲۰۱۸–۱۹ | رجیونالیگا بایرن | ۴    | ۱      | صعود به لیگا ۳ |